# Grézillé
Grézillé è un comune francese di 535 abitanti situato nel dipartimento del Maine e Loira nella regione dei Paesi della Loira.
Grézillé si trova a metà strada tra Angers e Saumur.

## Società

### Evoluzione demografica
Abitanti censiti